# Cecilia Maresca
Cecilia Maresca (Buenos Aires, 7 de abril de 1949), es una actriz de teatro, cine y televisión, directora teatral y docente argentina.

## Trayectoria
En 1973 empezó a estudiar actuación con Raúl Serrano; años más tarde hizo cursos de formación actoral con Ángel Ruggiero y Agustín Alezzo. Debutó como actriz en 1979. Después de  una trayectoria de dieciséis años como actriz de teatro, cine y televisión, en 1995 creó Il Teatrino, su propia escuela de teatro, y comenzó a dar clases. En 2002 inició su carrera como directora de escena, incursionando también en la escenografía, el diseño de vestuario, la musicalización y la ambientación de las obras.[cita requerida]

## Teatro
Obras en las que actuó:.
- 2009. Tregua para la orquesta. Autoría y actuación. Dirección de Eduardo Lamoglia.
- 2005. Maribel y la extraña familia. Ciclo Teatrísimo.
- 2005. El universo de las sensaciones.
- 2005. La entrada de la salida.
- 2004. Castas divas, de Juan Carlos Cantafio.
- 2004. ?/11... Código para ciegos. De Manuel Martínez. Dirección: Eduardo Lamoglia.
- 2003. Espíritu travieso. Ciclo Teatrísimo.
- 2003. Parecen ángeles, de Jorge Rodríguez. Dirección de Carlos Evaristo.
- 1989. Ricardo III sigue cabalgando. Versión: Carlos Somigliana. Dirección de Raúl Serrano. Personaje: Reina Isabel.
- 1983. Chúmbale, de Oscar Viale. Dirección de Raúl Serrano. Personaje: Aída.
- 1982. Mary Barnes, de David Edgar. Dirección de Agustín Alezzo. Personaje: Brenda.
- 1981. Los miserables, de Victor Hugo. Dirección de Roberto Denis. Personaje: Cossette.

## Cine
En cine participó en tres películas:
- 2018. Deja la luz prendida, de Cristina Agüero.
- 2005. Cargo de conciencia, de Emilio Vieyra. Personaje: Sonia Pérez Aguirre.
- 1987. Catch the heat (Sentir la persecución). Coproducción argentino estadounidense. Personaje: Juanita.

## Televisión
Como actriz de televisión participó en:
- 2004. Un cortado, historias de café.
- 2003. Abre tus ojos. Personaje: Ángela Mazzini.
- 2001. Yago, pasión morena. Personaje: Mercedes Chávez de Gallardo.
- 2000. Campeones de la vida. Personaje: Ethel.
- 1997/1998. Ricos y famosos. Personaje: Bertha Ortigoza de Marco, Mercedes Ortigoza de Salerno.
- 1996. Alta Comedia.

Ep: Ciega ambición.
Ep: Golpes cruzados.
Ep: La vida es otra cosa.
- 1996. Rostro de venganza (Ha-Mosad). Personaje: Luisa Beilín.
- 1994. Perla Negra. Personaje: Renata Álvarez Toledo.
- 1994. Alta Comedia.

Ep: Asunto de hombres.
- 1994. Más allá del horizonte. Personaje: Encarnación Olazábal.
- 1993. Alta Comedia.

Ep: Un largo camino sin final.
Ep: Cicatrices. Personaje: Valeria.
Ep: Obsesión de revancha.
- 1992/1993. Princesa.
- 1992. Alta Comedia.

Ep: Volver por un camino sin final.
Ep: El amor después de la muerte.
Ep: La Brava.
Ep: Hijo y rival.
- 1991. Inolvidable. Personaje: Anabella.
- 1991. Estado civil.
- 1988. Amándote.
- 1985/1986. Libertad condicionada. Personaje: Sara.
- 1985. La puerta entreabierta.
- 1985. Increíblemente sola.
- 1984. Dar el alma.
- 1983. Mi nombre es Lara.
- 1983. Señor amor. Personaje: Paulina.
- 1982. Los exclusivos del Nueve.

Ep: Baja la garra.
- 1982. Un novio difícil. Personaje: Leonor.
- 1982. Llévame contigo. Personaje: Raquel.
- 1982. Teatro de humor.

Ep: Esa pollera es mía. Personaje: Carmen.
- 1981/1983. Teatro de humor de Darío Vittori.
- 1981/1982. Tengo calle. Personaje: Pocha.
- 1981. Veladas de gala.

Ep: Las de Barranco. Versión de Juan Carlos Cernadas Lamadrid. Dirección de Wilfredo Ferrán. Personaje: Pepa.
- 1981. Tengo calle. Personaje: Pocha.
- 1981. Teatro de humor.

Ep: Una noche para papá. Personaje: Ester.
Ep: El sobretodo de Céspedes. Personaje: Laura.
Ep: El mucamo de la niña. Personaje: Alicia.
Ep: El intruso es el bebé. Personaje: Julia.
Ep: Soy un sinvergüenza. Personaje: Elvira.
Ep: Casarse con una viuda, qué cosa más peliaguda. Personaje: Valentina.
- 1980/1981. Trampa para un soñador. Personaje: Marcela.
- 1980. El coraje de querer. Personaje: Elena.
- 1980. Un ángel en la ciudad.
- 1980. Justo Suárez, el torito de Mataderos.
- 1980. Rosa... de lejos. Personaje: Delia.
- 1979. Se necesita una ilusión. Personaje: Cecilia.
- 1979. Teatro de humor.
- 1979. Vivir es maravilloso. Personaje: Lucía.
- 1976. Paulina Morales. Personaje: Araceli.
- 1970. El hombre que me negaron. Personaje: Bruna.

## Dirección
- 2011. Las mujeres de Lorca. Puesta en escena, dirección.
- 2008. Hedda Gabler. Escenografía, diseño de vestuario, dirección general.
- 2007. Auto de fe... entre bambalinas, de Patricia Zangaro. Musicalización, dirección general.
- 2004. Asalto a los saltos, comedia de Meche Martínez. Ambientación, dirección.
- 2003. Las otras del otro, comedia de Meche Martínez.
- 2003. Romeo y Julieta.
- 2002. Los japoneses no esperan, comedia de Ricardo Talesnik.
- 2002. No dejes de venir a visitarnos, comedia dramática de Jorge D'Elía.[6]